# Església de Sant Jaume dels Domenys
Església de Sant Jaume dels Domenys és un temple del municipi de Sant Jaume dels Domenys (Baix Penedès) inclòs en l'Inventari del Patrimoni Arquitectònic de Catalunya.

## Descripció
Situada darrere una petita placeta, s'hi accedeix mitjançant una escalinata. La façana consta d'una entrada amb porxo de tres arcs de mig punt que amaguen una porta amb llinda. A la dreta es veu el campanar, torre de planta quadrada dividida en dos cossos per una cornisa. El cos superior de quatre finestres de mig punt conté la campana, l'inferior presenta el rellotge.
L'interior consta d'una nau central de tres trams amb llunetes. Presenta també una sèrie de capelles laterals amb obertura d'arc de mig punt. La coberta és de volta de canó, sostinguda per potents contraforts a l'exterior. L'absis és poligonal i cobert a la mateixa alçada de la nau. Als peus de l'església hi ha el cor, davall del qual veiem una volta d'aresta i el cancell.
La pica baptismal de l'església és de forma quadrangular i amb cares que descriuen formes ondulades. És feta d'un sol bloc de pedra i decorada a mig relleu de dibuixos geomètrics -cercles amb estrelles o flors a l'interior-. A la part del davant, trobem en l'extrem dret la representació del poder civil -un noble- i a l'esquerra la del poder religiós -un monjo amb caputxa-. És col·locada damunt una base d'origen recent.

## Història
Segons la Gran geografia comarcal de Catalunya és possible que, encara que no és documentada, en els primers temps de la reconquesta existís l'església de Sant Jaume, erigida dins el terme de Castellví de la Marca.
Aquesta ja és documentada el 1279 en les Raiones decimarium Hispaniae que, situada dins el terme de Castellví, pagava un delme de 80 sous. La dedicació a Sant Jaume s'ha de relacionar amb la devoció medieval a Sant Jaume de Galícia.
A causa dels fets de la Guerra Civil, es cremà el bonic Altar major d'estil barroc de l'església, del qual només en resta el reixat del presbiteri.
Es creu que la pica baptismal probablement no és originària de l'església de Sant Jaume, i que procedeix de l'antiga capella del castell de Marmellar. Predomina la hipòtesi que és del segle VII-IX.